# Сибілл де Селі-Лонгшан
Баронеса Сибілл де Селі-Лонгшан (нар. 28 серпня 1941) — бельгійська шляхтанка, колишня коханка короля Бельгії Альберта II, від якого має доньку, принцесу Дельфін.

## Життєпис
Сибілл де Селі-Лонгшан народилася 1941 року в Уккелі в родині графа Мішеля Франсуа де Селіса Лоншампа та його дружини графині Поліни Жюлі Корнет де Вейс-Рюарт. Батьків брат Жан де Селі-Лонгшан був відомим бельгійським льотчиком-винищувачем, що загинув під час Другої світової війни. У 1962 році Сибілл вийшла заміж за промисловця та металургійного магната Йонхіра Жака Боеля (1929—2022), племінника графа Рене Боеля. Вони розлучилися в 1978 році. У 1982 році Де Селіс Лоншам вийшла заміж за Майкла Ентоні Ретборна Кейзера (1929—1990), сина магната в галузі судноплавства Герберта Кейзера, 1-го барона Ротервіка.
У 1968 році в Уккелі Де Селі-Лонгшан народила доньку Дельфін Боель під час позашлюбних стосунків, протягом 1966—1984 років, із принцом Бельгії Альбертом (пізніше королем). У 2013 році баронеса дала інтерв'ю бельгійській телевізійній мережі VIER у спеціальному телевізійному випуску «Onze dochter heet Delphine» («Нашу доньку звати Дельфін»). Баронеса розповіла інтерв'юеру, що вони з принцом не вжили жодних запобіжних заходів, оскільки вона думала, що не зможе тоді завагітніти. Дельфін виховував тодішній чоловік матері бельгійський промисловець Жак Боель. Її офіційно не визнавали донькою короля Альберта до січня — жовтня 2020 року.
Де Селі-Лонгшан переїхала до Лондона в 1976 році, де жила зі своїм другим чоловіком у його сільському маєтку. Зараз вона має будинки в Брюсселі та Провансі, а також проживає в Уккелі поблизу Брюсселя.